# یوان مرتن
یوان مُرتن (انگلیسی: Euan Morton؛ زادهٔ ۱۳ اوت ۱۹۷۷) خواننده و هنرپیشه اهل اسکاتلند است. او برای بازی در نقش بوی جرج در نمایش تابو نامزد دریافت جایزه لارنس الیویه و جایزه تونی شده‌است. یوان مرتن از ژوئیه ۲۰۱۷ در نقش شاه جرج در نمایش همیلتون بازی می‌کند.

## زندگی شخصی
مرتن از سال ۲۰۰۴، با لی آرمیتیج، تهیه‌کننده و دختر چهرهٔ سیاسی ریچارد آرمیتاژ ازدواج کرده‌است. فرزند مرتن و آرمیتیج، ایان آرمیتیج، که با بازی در نقش کودکی شلدون کوپر در شلدون جوان شناخته شده‌است.